# Markus Fischer (Biathlet)
Markus Fischer (* 11. Januar 1969 in Kelheim) ist ein früherer deutscher Biathlet und heutiger Trainer. Er ist seit 2025 Co-Trainer des österreichischen Weltcupteams der Männer.

## Werdegang
Markus Fischer war gegen Ende der 1990er Jahre als aktiver Biathlet erfolgreich. Er kam vor allem im Biathlon-Europacup zum Einsatz, wo er am 8. Januar 1999 in Ridnaun bei einem Einzel hinter Ulf Karkoschka und Helmuth Messner Dritter wurde.
Nach seiner aktiven Karriere wurde Fischer Biathlontrainer. Als Stützpunkttrainer in Ruhpolding war er zunächst für die Betreuung des Biathlon-Nachwuchses zuständig. Von 2007 bis 2009 war er verantwortlicher Trainer für die Leistungsgruppe 1b des deutschen Nationalkaders der Frauen, d. h. das Europa- bzw. IBU-Cup-Team. Anschließend arbeitete er bis 2011 wieder im Nachwuchsbereich als Cheftrainer des Bayerischen Skiverbands.
2012 ging Fischer ins Ausland und arbeitete in den Saisons 2012/13 und 2013/14  als Nationaltrainer in der Volksrepublik China. Anschließend war er 2014/15 und 2015/16 an gleicher Position in Kasachstan tätig.
Im April 2016 wurde Fischer beim Österreichischen Skiverband als Trainer des IBU-Cup-Teams der Männer vorgestellt. In der Saison 2019/20 betreute er in der geschlechterübergreifenden Trainingsgruppe 2 zusätzlich das IBU-Cup- sowie Teile des Weltcupteams der Frauen. Im Frühjahr 2020 übernahm er schließlich die Position des Cheftrainers der Frauen-Weltcup-Mannschaft. Diese betreute er zunächst zwei Jahre zusammen mit Schießtrainer Gerald Hönig, seit 2022 dann mit dem Österreicher Bernhard Pollerus als Co-Trainer. Unter Fischer stieg Lisa Hauser in die Weltspitze auf und wurde 2021 Weltmeisterin.
Im Frühjahr 2024 musste Fischer das Amt als Frauen-Cheftrainer an Reinhard Gösweiner abgeben. Er übernahm daraufhin die Leitung des gemeinsamen IBU-Cup-Teams von Männern und Frauen. Ein Jahr später wechselte er auf die Position des Co-Trainers der Weltcupmannschaft der Männer unter dem neuen Cheftrainer Ludwig Gredler.

## Persönliches
Markus Fischer stammt aus Kelheim und ist der jüngere Bruder von Fritz und Georg Fischer. Er lebt in Ruhpolding.